# Franz Egon von Fürstenberg-Heiligenberg
Franz Egon von Fürstenberg-Heiligenberg (Heiligenberg, 10 aprile 1626 – Colonia, 1º aprile 1682) è stato un vescovo cattolico, abate e generale tedesco.

## Biografia
Figlio di Ernesto Egon di Fürstenberg-Heiligenberg (1588-1635), che si era distinto come generale nelle schiere dell'esercito bavarese durante la Guerra dei Trent'anni.
Iniziò la propria carriera militare nelle schiere dell'esercito imperiale, ma all'elevazione dell'amico Massimiliano Enrico di Baviera all'arcivescovato di Colonia nel 1650, si recò alla sua corte ed abbracciò la carriera ecclesiastica. Ottenne ben presto un ruolo preminente alla corte di Colonia e, con il fratello Wilhelm Egon, fu sostenitore della politica aggressiva di Luigi XIV di Francia.
Ancora fanciullo era stato nominato canonico a Colonia e in seguito a Strasburgo, Liegi, Hildesheim e Spira; egli divenne anche vescovo ausiliare e decano dell'arcidiocesi di Colonia.
Nel 1657 divenne principe-abate di Stablo e Malmedy. Nel 1661 ricevette in commendam l'abbazia di Gorze e nel 1663 venne nominato vescovo di Strasburgo e nel 1664 principe-abate di Luders e Murbach.
Alla conclusione del trattato tra l'imperatore e l'arcivescovo di Colonia, l'11 maggio 1674, venne privato di tutti i suoi possedimenti in Germania e fu costretto a rifugiarsi in Francia. Fu, ad ogni modo, graziato con il fratello Wilhelm da un articolo speciale della Pace di Nimega (1679), in virtù del quale poté fare ritorno a Colonia.
Dopo l'occupazione francese di Strasburgo (1681), prese residenza in città, dove morì il 1º aprile 1682.

## Genealogia episcopale
La genealogia episcopale è:
- Arcivescovo Filippo Archinto
- Papa Pio IV
- Cardinale Giovanni Antonio Serbelloni
- Cardinale Carlo Borromeo
- Cardinale Gabriele Paleotti
- Cardinale Ludovico de Torres
- Cardinale Giovanni Garzia Mellini
- Vescovo Antonio Albergati
- Vescovo Gereon Otto von Gutmann zu Sobernheim
- Vescovo Johannes Pelking, O.F.M. Conv.
- Vescovo Wolther Heinrich von Strevesdorff, O.E.S.A.
- Arcivescovo Johann Philipp von Schönborn
- Vescovo Franz Egon von Fürstenberg

## Ascendenza
|                                                     |                                                        |                                          | Genitori                                        |  |  | Nonni |  |  | Bisnonni                                      |  |  | Trisnonni                               |  |
|                                                     |                                                        |                                          |                                                 |  |  |       |  |  | 8. Joachim, conte di Fürstenberg-Heiligenberg |  |  | 16. Friedrich III, conte di Fürstenberg |  |
|                                                     |                                                        |                                          |                                                 |  |  |       |  |  | 8. Joachim, conte di Fürstenberg-Heiligenberg |  |  | 16. Friedrich III, conte di Fürstenberg |  |
|                                                     |                                                        | 17. Anna von Werdenberg                  |                                                 |  |  |       |  |  | 8. Joachim, conte di Fürstenberg-Heiligenberg |  |  |                                         |  |
| 4. Friederich, conte di Fürstenberg-Heiligenberg    |                                                        |                                          |                                                 |  |  |       |  |  | 8. Joachim, conte di Fürstenberg-Heiligenberg |  |  |                                         |  |
|                                                     |                                                        | 9. Anna von Zimmern                      | 18. Froben Christoph, conte di Zimmern          |  |  |       |  |  |                                               |  |  |                                         |  |
|                                                     |                                                        | 9. Anna von Zimmern                      | 18. Froben Christoph, conte di Zimmern          |  |  |       |  |  |                                               |  |  |                                         |  |
|                                                     |                                                        | 9. Anna von Zimmern                      | 19. Kunigunde von Eberstein                     |  |  |       |  |  |                                               |  |  |                                         |  |
| 2. Egon VIII, conte di Fürstenberg-Heiligenberg     |                                                        | 9. Anna von Zimmern                      |                                                 |  |  |       |  |  |                                               |  |  |                                         |  |
|                                                     |                                                        | 10. Alwig II, conte di Sulz              | 20. Johann Ludwig I, conte di Sulz              |  |  |       |  |  |                                               |  |  |                                         |  |
|                                                     |                                                        | 10. Alwig II, conte di Sulz              | 20. Johann Ludwig I, conte di Sulz              |  |  |       |  |  |                                               |  |  |                                         |  |
|                                                     |                                                        | 10. Alwig II, conte di Sulz              | 21. Elisabeth von Zweibrücken-Lichtenberg       |  |  |       |  |  |                                               |  |  |                                         |  |
| 5. Elisabeth von Sulz                               |                                                        | 10. Alwig II, conte di Sulz              |                                                 |  |  |       |  |  |                                               |  |  |                                         |  |
|                                                     |                                                        | 11. Barbara von Helfenstein-Wiesensteig  | 22. Ulrich XI, conte di Helfenstein-Wiesensteig |  |  |       |  |  |                                               |  |  |                                         |  |
|                                                     |                                                        | 11. Barbara von Helfenstein-Wiesensteig  | 22. Ulrich XI, conte di Helfenstein-Wiesensteig |  |  |       |  |  |                                               |  |  |                                         |  |
|                                                     |                                                        | 11. Barbara von Helfenstein-Wiesensteig  | 23. Katharina von Waldburg-Sonnenberg           |  |  |       |  |  |                                               |  |  |                                         |  |
| 1. Franz Egon von Fürstenberg                       |                                                        | 11. Barbara von Helfenstein-Wiesensteig  |                                                 |  |  |       |  |  |                                               |  |  |                                         |  |
|                                                     | 12. Eitel Friedrich I, conte di Hohenzollern-Hechingen | 24. Karl I, conte di Hohenzollern        |                                                 |  |  |       |  |  |                                               |  |  |                                         |  |
|                                                     | 12. Eitel Friedrich I, conte di Hohenzollern-Hechingen | 24. Karl I, conte di Hohenzollern        |                                                 |  |  |       |  |  |                                               |  |  |                                         |  |
|                                                     | 12. Eitel Friedrich I, conte di Hohenzollern-Hechingen | 25. Anna von Baden-Durlach               |                                                 |  |  |       |  |  |                                               |  |  |                                         |  |
| 6. Johann Georg, principe di Hohenzollern-Hechingen | 12. Eitel Friedrich I, conte di Hohenzollern-Hechingen |                                          |                                                 |  |  |       |  |  |                                               |  |  |                                         |  |
|                                                     |                                                        | 13. Sibylle von Zimmern                  | 26. Froben Christoph, conte di Zimmern (= 18)   |  |  |       |  |  |                                               |  |  |                                         |  |
|                                                     |                                                        | 13. Sibylle von Zimmern                  | 26. Froben Christoph, conte di Zimmern (= 18)   |  |  |       |  |  |                                               |  |  |                                         |  |
|                                                     |                                                        | 13. Sibylle von Zimmern                  | 27. Kunigunde von Eberstein (= 19)              |  |  |       |  |  |                                               |  |  |                                         |  |
| 3. Anna Maria von Hohenzollern-Hechingen            |                                                        | 13. Sibylle von Zimmern                  |                                                 |  |  |       |  |  |                                               |  |  |                                         |  |
|                                                     |                                                        | 14. Friedrich I, conte di Salm-Neufville | 28. Philipp Franz, conte di Salm-Neufville      |  |  |       |  |  |                                               |  |  |                                         |  |
|                                                     |                                                        | 14. Friedrich I, conte di Salm-Neufville | 28. Philipp Franz, conte di Salm-Neufville      |  |  |       |  |  |                                               |  |  |                                         |  |
|                                                     |                                                        | 14. Friedrich I, conte di Salm-Neufville | 29. Maria Aegyptiaca von Oettingen              |  |  |       |  |  |                                               |  |  |                                         |  |
| 7. Franziska von Salm-Neufville                     |                                                        | 14. Friedrich I, conte di Salm-Neufville |                                                 |  |  |       |  |  |                                               |  |  |                                         |  |
|                                                     |                                                        | 15. Franziska von Salm                   | 30. Johann VI, conte di Salm                    |  |  |       |  |  |                                               |  |  |                                         |  |
|                                                     |                                                        | 15. Franziska von Salm                   | 30. Johann VI, conte di Salm                    |  |  |       |  |  |                                               |  |  |                                         |  |
|                                                     |                                                        | 15. Franziska von Salm                   | 31. Louise de Stainville                        |  |  |       |  |  |                                               |  |  |                                         |  |
|                                                     |                                                        | 15. Franziska von Salm                   |                                                 |  |  |       |  |  |                                               |  |  |                                         |  |

## Stemma
| Image | Stemma |
| ----- | --- |
| \| \| | Franz Egon von Fürstenberg Principe del Sacro Romano Impero, Abate di Malmedy e Stablo D'oro, alla bordura nembata d'argento su azzurro, in campo un'aquila di rosso, beccata e membrata d'azzurro (Fürstenberg) riportante in petto uno scudo inquartato: al 1° ed al 4° di rosso al gonfalone d'argento (Werdenberg); al 2° ed al 3° d'argento alla banda segmentata di nero (Heiligenberg). Lo scudo, accollato ad un pastorale velato in oro, posto in palo, è timbrato da un cappello con cordoni e nappe di nero. Le nappe, in numero di dodici, sono disposte sei per parte, in tre ordini di 1, 2, 3. Dietro allo scudo sono presenti le insegne da principe del Sacro Romano Impero. |
|       | |

| Image | Stemma |
| ----- | --- |
| \| \| | Franz Egon von Fürstenberg Principe del Sacro Romano Impero, Arcivescovo di Strasburgo D'oro, alla bordura nembata d'argento su azzurro, in campo un'aquila di rosso, beccata e membrata d'azzurro (Fürstenberg) riportante in petto uno scudo inquartato: al 1° ed al 4° di rosso al gonfalone d'argento (Werdenberg); al 2° ed al 3° d'argento alla banda segmentata di nero (Heiligenberg). Lo scudo, accollato a una croce astile patriarcale d'oro, posta in palo, è timbrato da un cappello con cordoni e nappe di verde. Le nappe, in numero di venti, sono disposte dieci per parte, in cinque ordini di 1, 2, 3, 4. Dietro allo scudo sono presenti le insegne da principe del Sacro Romano Impero. |
|       | |